# Gymnopilus ombrophilus
Gymnopilus ombrophilus là một loài nấm thuộc họ Cortinariaceae.